# 德川宗春
德川宗春（日语：／ Tokugawa Muneharu，1696年11月22日—1764年11月1日），日本江戶時代後期大名，尾張藩第七代藩主、御三家之一尾張德川家第七代當主。第三代藩主德川綱誠的十九子，母親是側室梅津（宣揚院）。幼名萬五郎。無正室。側室六名，子女九人，（子二人，女六人，養女一人）。官職是贈從二位權大納言，諡號逞公。主張規制緩和政策，和厲行質素儉約策的八代將軍德川吉宗呈強烈對比。德川宗春在1731年發表所謂21條的『温知政要』，強調以儒家的治國方針來開展積極經濟，並且否定德川吉宗的厲行节约的經濟緊縮政策。
因屢次政策與八代將軍對抗，被下令蟄居。

## 官職位階履歷
- 享保14年（1729年）7月6日，成為陸奧國梁川藩3萬石的藩主。
- 享保15年（1731年）1月6日，成為尾張國名古屋藩主。
- 享保17年（1733年）1月16日，轉任權中納言。
- 元文4年（1739年）2月19日，幕府命令蟄居。
- 明和元年（1764年）2月19日，逝世。
- 天保10年（1839年）12月10日，贈從二位權大納言。

- 法名：章善院殿厚譽孚式源逞大居士。
- 墓所：名古屋市東區筒井的德興山建中寺。

## 家系

### 妻妾
- 正室：無
- 側室：海津（法號榮昌院）
- 側室：民部（法號永光院）
- 側室：伊予

### 子女
- 長女：富（1724年~1733年）母側室海津。早夭，法名理泡院
- 次女：補誦（1726年~1735年）母側室民部。早夭，法名凛霜院
- 三女：八千（1726年~1731年）母側室海津。早夭，法名曄德院
- 四女：賴（1728年~1760年）母側室伊予。關白太政大臣近衛內前的後妻，法名靈樹院
- 長子：國丸（1729年~1735年）母側室海津。早夭，法名慧運院
- 五女：八百（1730年~1731年）母側室民部。早夭，法名秋藏院
- 六女：以津（1730年~1731年）母側室伊予。早夭，法名性如院
- 次子：龍千代（1737年）母側室民部。早夭，法名圓德院
- 養女：近（1713年~1751年）實父為梁川藩2代藩主松平義方，米澤藩主上杉宗房正室，法名蓮胎院

### 兄弟
- 德川吉通
- 德川繼友
- 松平義孝
- 松平通溫